# Aníbal Cavaco Silva
Aníbal António Cavaco Silva, född 15 juli 1939 i Boliqueime nära Loulé, Algarve, är en portugisisk borgerlig politiker. 
Cavaco Silva var landets premiärminister mellan 6 november 1985 och 25 oktober 1995. 
Han valdes till Portugals president den 22 januari 2006 och svors in den 9 mars samma år. 2016 efterträddes han av Marcelo Rebelo de Sousa.

## Utmärkelser
- Storkors av Ouissam Alaouite-orden,  1988[2]
- Förbundsrepubliken Tysklands förtjänstorden - storkors,  1991
- Storkorset av Finlands Vita Ros’ orden,  8 mars 1991[3]
- Storkors av Kristi militärorden,  29 november 1995[4]
- Robert Schumanmedaljen,  1998
- Storkorset av Isabella den katolskas orden,  2006[5][6]
- Kedja av Isabella den katolskas orden,  24 september 2006[7][5]
- Storkorset med kedja av Vytautasorden,  29 maj 2007[8]
- Kedja av Terra Mariana-korsets orden,  6 februari 2008[9]
- Storkors av Polonia Restituta,  1 oktober 2008[10]
- Maltas nationalförtjänstorden,  12 november 2008[11]
- Österrikiska republikens förtjänstorden i guld,  2009[12]
- Förbundsrepubliken Tysklands förtjänstorden - storkors av särskilda klassen,  26 maj 2009
- Första graden av Amílcar Cabral-orden,  14 juli 2010[13]
- Erkänslans kors,  22 november 2010[14]
- Kedja av Order pro merito Melitensi,  23 november 2010[15]
- Storkedja av Torn- och svärdorden,  9 mars 2011[4]
- Storkedja av Peruanska Solorden,  2012[16]
- Vita örnens orden,  22 juni 2012[17]
- Storkorset av Rumänska Stjärnans orden,  2015[18]
- Storkedja av Portugals frihetsorden,  9 mars 2016[4]
- Galiciens guldmedalj,  2017[19]
- Storkorset av Vita dubbelkorsets orden
- Stara Planina-orden
- Manuel Amador Guerrero-orden
- Hedersdoktor vid Universidade da Coruña[20]
- Storkors av tre ordnars band
- Boyacaorden
- Nassauska Gyllene lejonets orden
- Chilenska förtjänstorden
- Kungliga Serafimerorden
- Bernardo O'Higgins-orden
- Qatars förtjänstorden
- Al-Hussein orden
- Storkorsets hedersorden
- Makarios III-orden
- Bolivars bysts orden
- Kommendör med stora korset av Nordstjärneorden
- Renässansens högsta orden
- Tunisiens republikorden
- Rio Branco-orden
- Ecuadors nationella förtjänstorden
- Storkorset av Oranien-Nassauorden
- Republiken Turkiets statsorden
- Storkors med kedja av Södra korsets orden
- Storkorset av Ekkronans orden

[Redigera Wikidata]